# Лобковицкий дворец (Пражский Град)
Лобковицкий дворец (чеш. Lobkovický (Lobkowiczký) palác) — дворец в архитектурном стиле барокко на территории Пражского Града в Чехии, возведённый в XVI веке и до настоящего времени принадлежащий княжескому роду Лобковицов; единственное здание Пражского Града, находящееся в частной собственности.

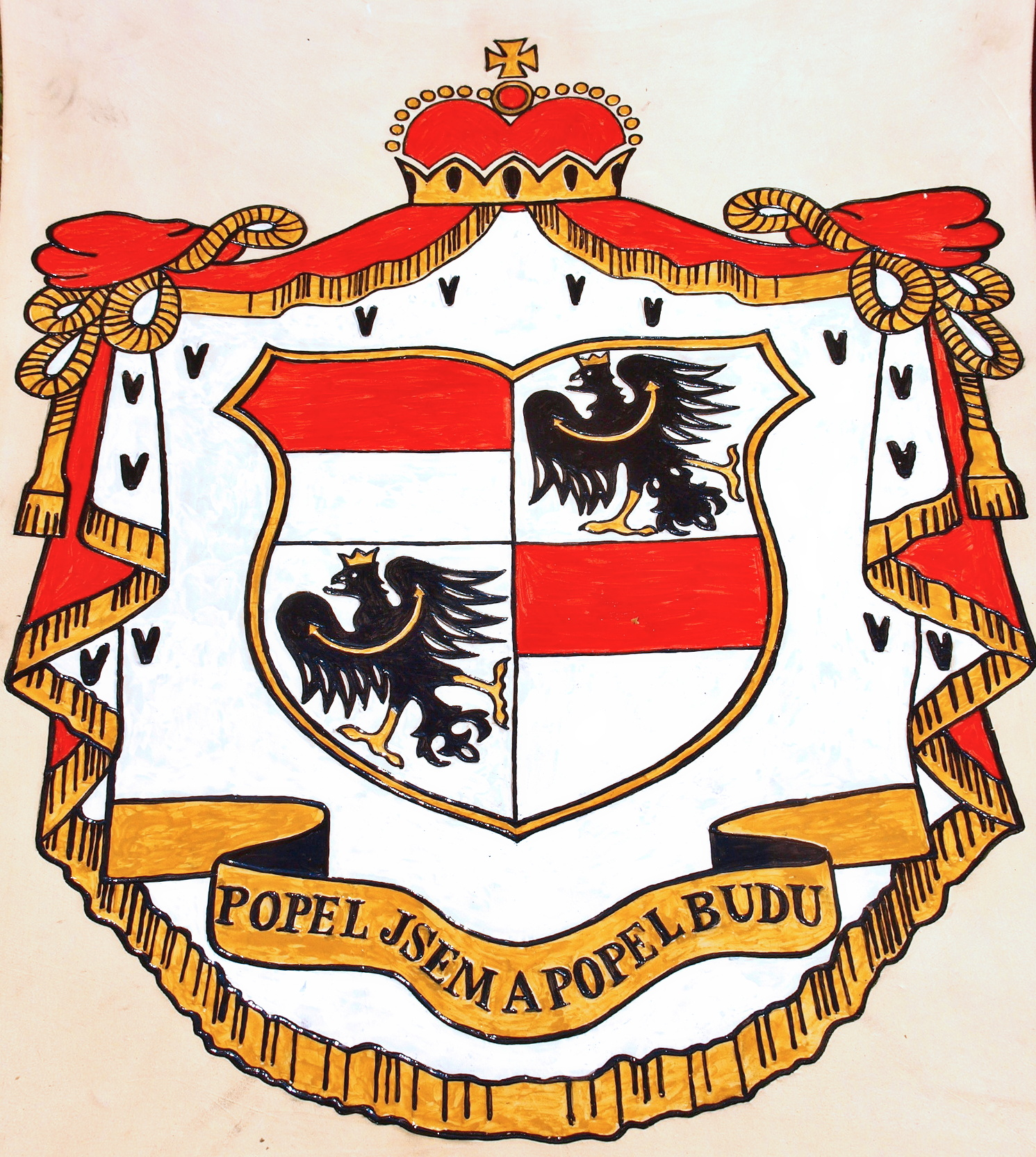
Изображение герба Лобковицов на территории дворца

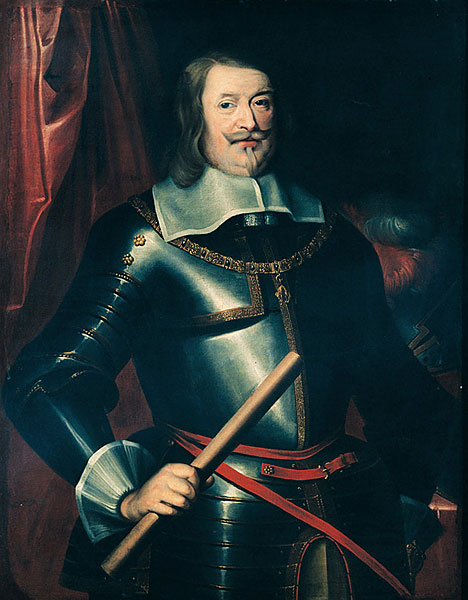
Вацлав Эусебий Попел из Лобковиц — 2-й князь Лобковиц, 1-й владелец дворца из своего рода.

Строительство здания дворцового типа на месте нынешнего дворца начал Вольф Крайирж из Крайка, бывший в 1542—1554 годах высочайшим бургграфом Чешского королевства, однако вскоре он продал недостроенный дворец роду Пернштейнов. Строительство продолжил Ярослав из Пернштейна, а закончил, очевидно, его брат Вратислав II, занимавший должность высочайшего канцлера при короле Максимилиане Габсбурге. Первоначальное здание было построено в ренессансном стиле и имело четыре крыла вокруг внутреннего двора. По фамилии своих владельцев дворец получил название Пернштейнского.
С Пернштейнским дворцом отчасти связаны события «Второй пражской дефенестрации». Именно здесь дочь Вратислава II и верная католичка Поликсена из Пернштейна укрыла габсбургских представителей Вилема Славату из Хлума и Ярослава из Мартиниц, незадолго до этого выброшенных из окна Пражского Града восставшими пражанами.
В 20-х годах XVII века Поликсена выкупила дворец у своего племянника Вратислава Эусебия из Пернштейна за 30 тысяч гульденов и после смерти Поликсены в 1642 году дворец унаследовал её единственный сын Вацлав Эусебий Попел из Лобковиц. Поликсена внесла некоторые ренессансные коррективы в облик дворца, однако её сын в 1651—1668 годах осуществил более масштабную реконструкцию дворца в стиле барокко. Работами руководил известный итальянский архитектор и скульптор Карло Лураго.
В 1918—1919 годах Лобковицы сдавали часть помещений дворца под офисы служащих премьер-министра Чехословакии. В 1939 году дворец был конфискован администрацией Протектората Богемии и Моравии. В 1945 году дворец вернулся к Лобковицам, однако через три года он был национализирован пришедшим к власти коммунистическим режимом Чехословакии.
В 1973 году была начата масштабная реконструкция дворца, продлившаяся 13 лет. В 1987 году в нём была размещена историческая экспозиция Национального музея.
В 2002 году дворец в результате реституции был возвращён в собственность рода Лобковицов. В 2006 году историческая экспозиция в Лобковицком дворце была закрыта, но в следующем году дворец вновь был открыт для посещения публики. На первом этаже дворца сохранилась в своём первоначальном виде родовая капелла Святого Вацлава и два зала третьей четверти XVII века. На втором этаже выставлена художественная коллекция рода Лобковицов.